# 宮古港站
宮古港站（日语：／ Miyakokō eki */?）是位於岩手縣宮古市鍬崎，日本國有鐵道（國鐵）山田線貨物支線（宮古臨港線）的貨運車站（廢站）。
在1943年（昭和18年），宮古臨港線（通稱）的貨運車站啟用。當時此站會起卸來自RASA工業田老礦山（1971年關閉）的礦石和來自宮古港的海產與水產加工品等貨物。

## 年表
- 1943年（昭和18年）11月22日 - 貨物支線開通，此站啟用[2]。
- 1984年（昭和59年）2月1日 - 貨物支線廢除，此站也被廢站[3]。

## 車站構造
此站是從宮古站分支出來的貨物支線的終點站，途中經過「之」字形路段才到達此站範圍。
此站西邊附近設有RASA工業的礦石貯藏設施。為了能夠運送礦石，此站與該處之間設有引入線，在附近還設置了料斗。另外，在礦石貯藏設施與田老礦山之間設有索道連接。在1971年（昭和46年），隨著田老礦山關閉，索道也被廢除。

## 車站周邊
車站位於出崎碼頭北邊。
- 宮古市魚市場
- 岩手縣道259號崎山宮古線（日语：岩手県道259号崎山宮古線）
- 宮古漁協大廈
- 道之驛宮古（日语：道の駅みやこ）（港口Oasis（日语：みなとオアシス）宮古）
- 宮古港
- 宮古灣（日语：宮古湾）
- 閉伊川（日语：閉伊川）

## 現狀
車站遺址變成宮古市魚市場。另外，靠近山一方還有部分礦石貯藏設施的遺跡。

## 其他
在1987年（昭和62年）7月19日至1989年（平成元年）10月11日之間，宮古站至此站之間的廢線（1.4km）處，曾經使用C10 8牽引SL谷彎線「潮風號」。當時，宮古站至此站之間設有一些停車站（臨時站），包括濱菊站、迷你淨土濱公園前站（日语：／）和海貓站三站。

## 相鄰車站
日本國有鐵道
山田線貨物支線（宮古臨港線）
宮古－（貨）宮古港

## 注腳
1. ↑  宮古臨港線が開通（昭和18年11月22日新岩手日報（夕刊））《昭和ニュース辞典第8巻 昭和17年/昭和20年》p8 毎日通訊刊 1994年
2. ↑  「運輸通信省告示第43号」『官報. 1943年11月22日』 - 國立國會圖書館デジタルコレクション
3. 1 2  《日本鐵道旅行地圖帳》2 東北，37頁。
4. ↑  1979年測量の2.5万地形図「宮古」 - 地圖、航空相片閱覽服務（國土地理院）
5. ↑  參考圖像：1948年5月15日美軍拍攝的航空照片 - 地圖、航空相片閱覽服務（國土地理院）

## 相關項目
- 日本鐵路車站列表 Mi
- 臨港線

## 外部連結
- 1977年10月22日拍攝的航空相片（日語） - 地圖、航空相片閱覽服務（國土地理院）